# Maximilianstraße 18 (Bad Reichenhall)
Das Gebäude Maximilianstraße 18 ist ein Landhaus in der oberbayerischen Kurstadt Bad Reichenhall.
Das Haus steht unter Denkmalschutz und ist unter der Nummer D-1-72-114-265 in die Bayerische Denkmalliste eingetragen.

## Lage
Das Landhaus befindet sich in der Maximilianstraße in Bad Reichenhall, in der sich weitere Baudenkmäler aus der Zeit der Jahrhundertwende befinden.

## Geschichte
In den Fokus der Öffentlichkeit rückte das Landhaus erst 2023 – hundert Jahre nach der Errichtung – durch einen Artikel im Reichenhaller Tagblatt vom 22. September 2023. „Auf Anregung eines Dritten“ hatte das Landesamt für Denkmalpflege im Mai des gleichen Jahres das Gebäude geprüft und festgestellt, dass es sich um ein Denkmal handelt. „Das Landhaus stelle einen anschaulich erhaltenen Vertreter eines heute in dieser Authentizität selten gewordenen Typus eines Sommerfrischeanwesens in Fertigbauweise der Zwischenkriegszeit dar“, begründete das Landesamt die Entscheidung. Der Erhalt liege im Interesse der Allgemeinheit, da das Objekt eine „besondere geschichtliche und architektonisch-künstlerische Bedeutung“ habe. Die Aufnahme in die Denkmalliste wurden sowohl von der Unteren Denkmalschutzbehörde als auch vom Stadtheimatpfleger Johannes Lang befürwortet.
In der Stadtratssitzung am 20. September 2023 wurde die Entscheidung des Landesamts für Denkmalpflege zum Teil sehr ablehnend aufgenommen. Martin Schoberth von der Stadtratsfraktion der CSU kritisierte, die „Denkmalentscheidung sei nahe der Enteignung“. Er fügte an, der Stadtrat könne „nicht zustimmen“, denn die Denkmalbehörde hätte das Gebäude „wegen aktueller Abbruchpläne auf Anregung Dritter“ geprüft, was den Verdacht nahe lege, „dass ein Nachbar keinen Neubau vor der Haustür wollte“. Der ehemalige Oberbürgermeister Herbert Lackner (mit eigener Liste im Stadtrat vertreten) äußerte seinen Eindruck, dass „der Denkmalschutz sinnvolle Entwicklungen verhindern will“ und forderte zudem, die Stadt müsse beim Denkmalschutz „andere Saiten aufziehen“. Andere Stadtratsmitglieder verschiedener Fraktionen äußerten sich diplomatischer oder befürworteten die Denkmaleigenschaft des Gebäudes. Am Ende lehnte der Stadtrat mit zehn zu 13 Stimmen den Vorschlag der Verwaltung ab, eine Zustimmung für den Eintrag des Gebäudes in die Denkmalliste abzugeben. Einen Einfluss auf die Entscheidung des Landesamts für Denkmalpflege hat dies jedoch nicht.

## Baubeschreibung
Das Landhaus in der Maximilianstraße 18 ist ein eingeschossiges Fertighaus aus Holz im alpenländischen Heimatstil. Das Haus ist auf einem Betonsockel errichtet, hat ein Satteldach, einen Eckerker und eine vorgelagerte Terrasse. Das Gebäude wurde 1923 nach Plänen der Bayerischen Holz-Hausbau-Gesellschaft München gebaut.
Auf dem Grundstück befindet sich ein eingeschossiges Gartenhaus in Holzbauweise – ebenfalls mit Satteldach – das gleichzeitig mit dem Haupthaus errichtet wurde.